# Вельгесхайм
Вельгесхайм (нем. Welgesheim) — община в Германии, в земле Рейнланд-Пфальц. 
Входит в состав района Майнц-Бинген. Подчиняется управлению Шпрендлинген-Гензинген.  Население составляет 604 человека (на 31 декабря 2010 года). Занимает площадь 2,03 км².